# مسترولون
مسترولون (به انگلیسی: Mesterolone) یا پروویرون (به انگلیسی: Proviron) یک استروئید آنابولیک با خصایص آندروژنیک بالاست. از این دارو برای درمان کم شدن فعالیت جسمی و فکری در سنین متوسط و هنگام پیری، اختلال در توانایی جنسی، عقیمی، ناراحتی‌های قلبی و جریان خون استفاده می‌شود.
با استفاده از این آنتی‌استروژن مقدار تستوسترون تقلیل یافته بدن در پایان دورۀ مصرف استروئیدھا به حد نرمال می‌رسد و افت بدنی نیز کاھش می‌یابد. موثر ترین حالت استفاده از مسترلون با نولوادکس است زیرا مسترلون میزان تستوسترون طبیعی را با تحریک ھیپوفیز و ترشح گونادوتروپین افزایش داده و نولوادکس نیز دارویی برای بلوکه و غیرفعال کردن استروژن‌ھا می‌باشد و میزان استروژن اضافی تولیدی توسط بدن را کاھش می‌دھد. از این رو برز عوارضی ازجمله احتباس آب در بدن و ژنیکوماستی کاملا در استروئیدھا تقلیل خواھد یافت.
میزان مصرف موثر مسترلون ٢۵ میلی گرم در روز می‌باشد .

## ملاحظات
مصرف این دارو در دوران بارداری و برای افراد مبتلا به سرطان پروستات ممنوع می‌باشد.